# マルエナ・カルピンスカ
マルエナ・カルピンスカ(ポーランド語: Marzena Karpińska、1988年2月19日 - )はポーランドのビウゴライ出身の女子重量挙げ選手。女子女子48kg級に出場することが多い。
ポーランド国内では、2005年と2007年に2位、2008年には優勝しており、2006年にはヨーロッパ選手権で準優勝を果たしている。世界大会では2007年にタイのテーサバーンナコーン・チエンマイで開催された世界ウエイトリフティング選手権で16位、2008年の北京オリンピックでは9位に終わっている。